# لیپر (میزوری)
لیپر (به انگلیسی: Leeper) یک منطقهٔ مسکونی در ایالات متحده آمریکا است که در شهرستان وین، میزوری واقع شده‌است. لیپر ۱۴۹٫۰۵ متر بالاتر از سطح دریا واقع شده‌است.